# Derlingen

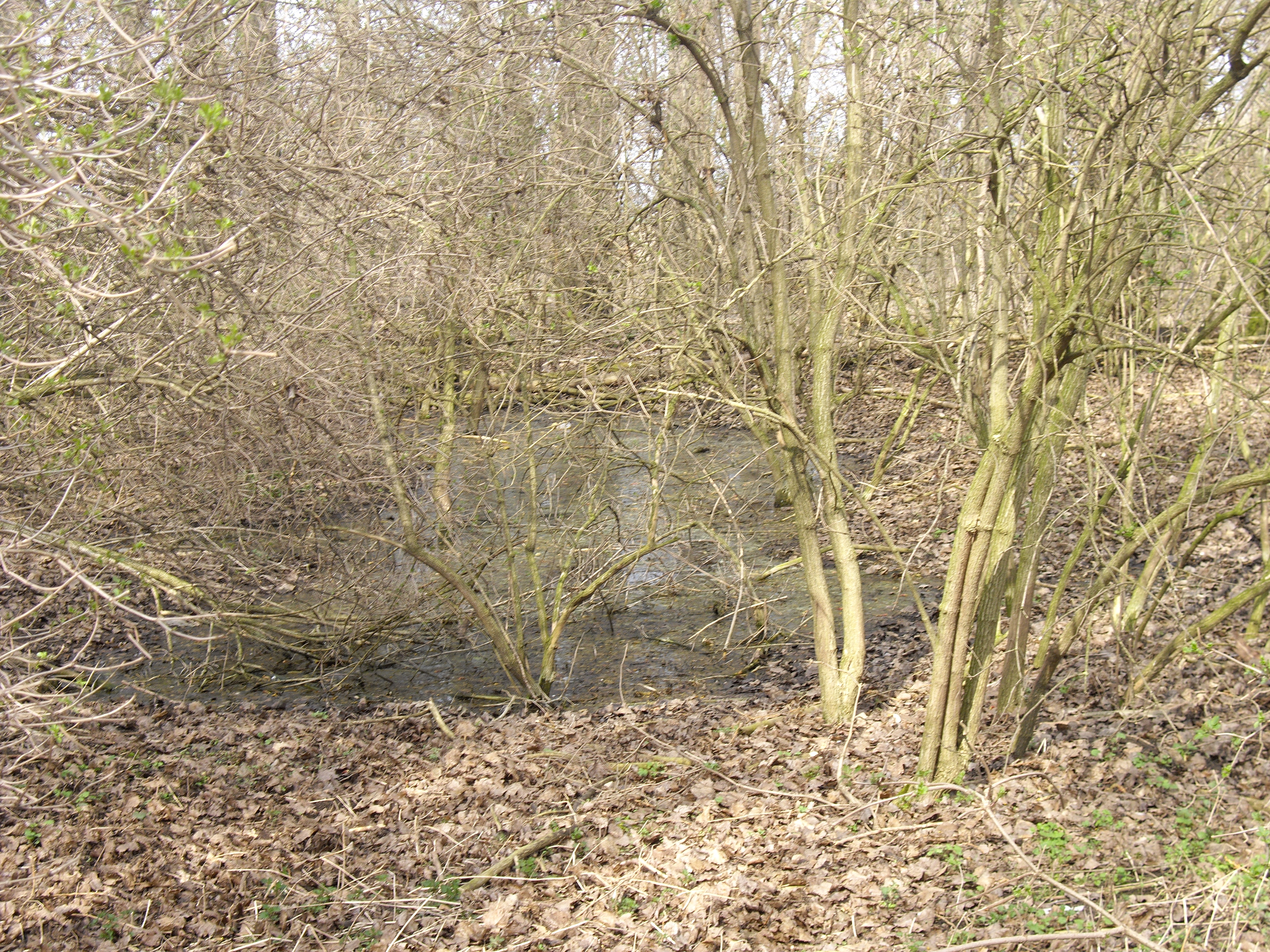
Eine der Pfützen in Derlingen

Derlingen ist eine Wüstung bei Gerbstedt in Sachsen-Anhalt. Der Ort war schwäbischer Gründung und hatte eine Pfarrkirche. Heute liegt der Ort in einem Wäldchen bei einer Baumreihe in einem Windpark nordöstlich von Gerbstedt. Von Derlingen ist Groß-Polingen gut als Wäldchen zu erkennen, Klein-Polingen ist aber nur schwierig von anderen Halden zu unterscheiden. In der Wüstung befinden sich mehrere Pfützen, die ca. 50 cm tief sind, außerdem sind Wälle zu erkennen.

## Geschichte
Der Ort wird insgesamt viermal erwähnt:
- 1311 besaßen die Strauß von Pfuhle eine Hufe in Derlinge als Halberstädter Lehen.[1]
- 1341 verkaufte das Kloster Hedersleben dem Kloster Gerbstedt einen Hof und eine Hufe in villa Derlingen, der jährlich eine Mark stendalisch Silber eintrug.
- 1349 und 1400 wird das Dorf im Halberstädter Archidiakonatsmatrikel erwähnt.